# Municipio de Mineral (Arkansas)
El municipio de Mineral (en inglés: Mineral Township) es un municipio ubicado en el condado de Sevier en el estado estadounidense de Arkansas. En el año 2010 tenía una población de 1086 habitantes y una densidad poblacional de 8,72 personas por km².

## Geografía
El municipio de Mineral se encuentra ubicado en las coordenadas 34°9′14″N 94°18′16″O / 34.15389, -94.30444. Según la Oficina del Censo de los Estados Unidos, el municipio tiene una superficie total de 124.56 km², de la cual 124,3 km² corresponden a tierra firme y (0,21 %) 0,26 km² es agua.

## Demografía
Según el censo de 2010, había 1086 personas residiendo en el municipio de Mineral. La densidad de población era de 8,72 hab./km². De los 1086 habitantes, el municipio de Mineral estaba compuesto por el 85,54 % blancos, el 0,37 % eran afroamericanos, el 3,31 % eran amerindios, el 0,09 % eran asiáticos, el 9,02 % eran de otras razas y el 1,66 % eran de una mezcla de razas. Del total de la población el 14,64 % eran hispanos o latinos de cualquier raza.